# ピナクルの戦い
ピナクルの戦い（ピナクルのたたかい）は、太平洋戦争末期の沖縄戦で1945年4月5日から6日にかけて、日本軍とアメリカ軍がピナクルという陣地をめぐり起きた戦闘である。日本軍の激しい抵抗により、アメリカ軍は苦戦を強いられた。

## 防御陣地としてのピナクル
ピナクルとはアメリカ軍が名付けた名前であり、日本側は161.8高地陣地と呼んでいた。谷川中尉は、この丘のふもとに設置した8門の軽機関銃と2門の重機関銃を中心に守りを固め、塹壕や穴の中には、手榴弾を十分に装備した歩兵が機関銃の前の死角を覆っていた。防衛線はトンネルと塹壕で結ばれており、地下での機動性を確保していた。尾根の頂上には4基の迫撃砲や、南側の逆斜面にはさらに3基の迫撃砲があり、有刺鉄線と地雷原が主要な進入路を守っていた。この陣地はアメリカ軍の犠牲を大きく払わせることになった。

## 戦闘・結果
米軍は4月6日にピナクルに対して砲撃を行った。第7師団所属B中隊は要塞の右側でC中隊の支援を受け、正面突破する事になっていた。二つの小隊は目標の尾根の頂上近くまで行くことができたが、日本軍はこの作戦に気づき手榴弾や迫撃砲で両小隊を撃退した。これによりアメリカ軍は苦戦を強いられた。1時間後、アメリカ軍は再びピナクルに対して直接攻撃を試み、今度は105mm榴弾砲、軽戦車、対戦車砲や重機関銃を追加し、両小隊を支援した。しかし、これも功を成さずまたも日本軍に撃退されてしまった。ここでダニエル・メイベリー中佐は、戦術の変更を行った。彼はC中隊をB中隊が使っていた尾根の方向に向かわせ、B中隊が日本軍の防衛隊を攻撃している間、C中隊はピナクルの西側を回りそこで日本軍を奇襲するという作戦に変えた。この作戦は成功し、実際谷川中尉はピナクルの偵察場所からB中隊を撃退することができたが、そこへ西側から進撃してくるC中隊には全く気付かなかった。この時既にC中隊は日本軍のいる尾根の頂上まで到達した。アメリカ軍はこの作戦で奇襲を成功させ、火炎放射器で残りの日本軍を攻撃していった。この成功によりアメリカ軍は前進することができた。

## 日本軍の状況
ピナクルは人員不足で、援軍は提供されなかった。谷川中尉は作戦中、なんども上官に対し砲兵の支援を要請したが、何も得られなかった。この厳しい状況の中日本軍は善戦こそはしたが、3日の激戦の末敗北した。